# Benjamin Bories
Pour les articles homonymes, voir Bories.
Benjamin Bories est un homme politique français né le 15 février 1852 à Saint-Antonin-Noble-Val (Tarn-et-Garonne), et, mort le 28 septembre 1912 dans le 7e arrondissement de Paris.

## Biographie
Docteur en médecine en 1875, il commence comme médecin militaire, avant de s'installer comme chirurgien à Montauban en 1884. Il est député de Tarn-et-Garonne de 1910 à 1912, inscrit au groupe des Républicains progressistes.

## Sources
- « Benjamin Bories », dans le Dictionnaire des parlementaires français (1889-1940), sous la direction de Jean Jolly, PUF, 1960 [détail de l’édition]